# Verdrag van Lissabon

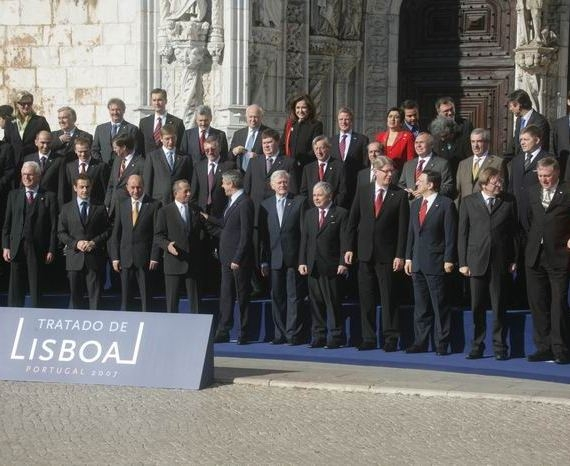
De regeringsleiders van de 27 lidstaten ter gelegenheid van de ondertekening van het verdrag op 13 december 2007 in Lissabon.

Het Verdrag van Lissabon is een verdrag van de Europese Unie, getekend in Lissabon op 13 december 2007. Inhoudelijk gezien veranderde dit verdrag het functioneren van de Unie met een reeks amendementen op twee oudere verdragen: het verdrag tot oprichting van de Europese Economische Gemeenschap (verdrag van Rome) en het verdrag tot oprichting van de Europese Unie (verdrag van Maastricht). De geconsolideerde versies van deze documenten vormen samen de wettelijke basis voor de Europese Unie. Na ratificatie door alle 27 EU-lidstaten trad het verdrag in werking op 1 december 2009.
Volgens de preambule was het doel "het door het Verdrag van Amsterdam en het Verdrag van Nice op gang gebrachte proces te voltooien teneinde de doeltreffendheid en de democratische legitimiteit van de Unie te versterken en haar optreden samenhangender te maken." De belangrijkste wijzigingen die besloten lagen in het Verdrag van Lissabon betroffen de afschaffing van de zogenaamde pijlerstructuur van de Unie, het toegenomen belang van het stemmen via gekwalificeerde meerderheid in de Europese Raad, een grotere rol voor het Europees Parlement en de introductie van een voorzitter van de Europese Raad en de Hoge vertegenwoordiger van de Unie voor Buitenlandse Zaken en Veiligheidsbeleid. Ook het Handvest van de grondrechten van de Europese Unie werd rechtskrachtig.
Het Verdrag verving de door de Franse en Nederlandse kiezers in 2005 bij referenda verworpen Europese Grondwet. De kritiek bestaat dat er inhoudelijk niet veel verschillen zijn. Volgens de eurosceptische voormalige Britse denktank en lobbygroep Open Europe zou 96% van de tekst inhoudelijk gelijk zijn. Valéry Giscard d'Estaing noemde de wijzigingen 'cosmetisch'.

## Geschiedenis

### Achtergrond
De noodzaak tot hervorming van de instituties van de Europese Unie werd opgenomen in een verklaring bij het Verdrag van Nice in 2001, met het oog op de toetreding van twaalf Oost-Europese lidstaten in 2004 en 2007. In de Verklaring van Laken van december 2001 legden de toenmalige lidstaten zich toe op het vergroten van het democratisch gehalte en transparantie binnen de Unie. Derhalve werd de Europese Conventie opgericht onder het voorzitterschap van de Franse oud-president Valéry Giscard d'Estaing, ter voorbereiding van de op te stellen Europese Grondwet. De Conventie bestond voornamelijk uit afgevaardigden van de nationale parlementen van lidstaten en kandidaat-lidstaten, maar omvatte ook delegaties van overheden. Het definitieve ontwerp werd in juli 2003 naar de lidstaten gezonden, die het op een Europese top in juni 2004 officieel goedkeurden.
De Europese grondwet werd op 29 oktober 2004 door 25 regeringsleiders ondertekend tijdens een ceremonie in Rome. Voordat deze van kracht kon worden, moest ze nog geratificeerd worden door alle lidstaten. Dit ratificatieproces verschilt per land en wordt bepaald door de betreffende politieke en constitutionele tradities. In de zomer van 2005 werd de grondwet verworpen door zowel het Nederlandse (zie Referendum over het Verdrag tot vaststelling van een Grondwet voor Europa) als het Franse electoraat via referenda. Op dat moment was het document al door zestien lidstaten geratificeerd, waaronder Spanje en Luxemburg, waar referenda wel tot instemming van de bevolking leidden. De benodigde unanimiteit en daarmee de grondwet waren hiermee definitief van de baan.

### Herziening van het Verdrag

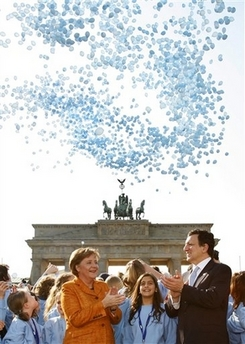
Merkel en Barroso in Berlijn ter gelegenheid van de 50ste verjaardag van het Verdrag van Rome

Het constitutioneel proces lag gedurende een “periode van reflectie” stil, totdat Duitsland in 2007 het roterende voorzitterschap van de Europese Unie overnam. Op 1 januari van dat jaar traden Roemenië en Bulgarije toe tot de Unie, waarmee het totaal aan lidstaten naar 27 steeg. In maart werd ter gelegenheid van de vijftigste verjaardag van het Verdrag van Rome de Verklaring van Berlijn unaniem aangenomen door de lidstaten. In die verklaring legden de lidstaten hun intentie vast om vóór de Europese verkiezingen van 2009 een nieuw verdrag geratificeerd te hebben. Het Actiecomité voor Europese Democratie, geleid door de oud-minister president Giuliano Amato van Italië en derhalve ook wel de groep-Amato genoemd, werd aangesteld om de grondwet te herzien. De herziene versie, die op 4 juni 2007 in het Frans werd gepubliceerd, had volgens het tijdschema in de Verklaring van Berlijn op 1 januari 2009 in werking moeten treden.
Op 21 juni 2007 kwam de Europese Raad bijeen in Brussel. Onder het voorzitterschap van de Duitse bondskanselier Angela Merkel werd een Intergouvernementele Conferentie van een mandaat voorzien om de nieuwe verdragstekst van de terminologie en symbolen van de verworpen grondwet te ontdoen. Onder druk van het Verenigd Koninkrijk en Polen voegde de Raad een protocol toe waarmee de invloed van het Handvest van de grondrechten van de Europese Unie in deze landen enigszins wordt beperkt. Ook werd de term “Hervormingsverdrag” geïntroduceerd, om het verschil met de grondwet te onderstrepen. De regeringsleiders stemden ermee in dat het nieuwe verdrag de verdragen van Rome en Maastricht zou wijzigen. Deze eerste wordt met de inwerkingtreding van het nieuwe verdrag omgedoopt in het Verdrag betreffende de Werking van de Europese Unie. Tijdens de onderhandelingen stond de Poolse delegatie erop dat de stemprocedures in de Raad van de Europese Unie veranderd zou worden, om middelgrote landen zoals Polen minder te benadelen.

### Naamgeving
Voorafgaand aan de ondertekening van het verdrag circuleerden verscheidene mogelijke benamingen. De groep-Amato introduceerde aanvankelijk de term "Nieuw Verdrag" en vervolgens "Hervormingsverdrag". De Franse president Nicolas Sarkozy stelde de benaming "mini-verdrag" of "vereenvoudigd verdrag" voor, die, gezien het feit dat het document 145 pagina's telt en daarnaast 36 protocollen, 26 declaraties en een uitgebreide concordantietabel bevat, geen weerklank vonden.
Acht lidstaten, waaronder Duitsland, wilden de oorspronkelijk titel van "Europese Grondwet" behouden. Uiteindelijk besloot men in de traditie van de verdragen van Maastricht, Amsterdam en Nice het document het "Verdrag van Lissabon" te noemen. Deze bepaling is opgenomen in artikel 7 van het verdrag.

### Intergouvernementele Conferentie
Na het opstellen van het mandaat, werd de intergouvernementele conferentie op 23 juli 2007 bijeengeroepen. Portugal, op dat moment voorzitter van de Unie, presenteerde een 145 pagina’s tellend ontwerpverdrag dat op de website van de Raad van de Europese Unie gepubliceerd werd. De conferentie bestond uit afgevaardigden, zowel uit politieke als academische kringen, van iedere lidstaat, alsmede een driekoppige delegatie van het Europees Parlement.
Voorafgaand aan de opening van de conferentie gaf de Poolse regering te kennen de in juni gesloten onderhandelingen te willen heropenen. Druk vanuit andere lidstaten leidde ertoe dat de conferentie plaats kon vinden zoals gepland. In oktober kwamen juridische experts uit alle 27 lidstaten bijeen om het definitieve ontwerp aan een diepgaand onderzoek te onderwerpen. Op dat moment leidde de beslissing de verdragstekst in Portugal te laten ondertekenen ook tot de naam "Verdrag van Lissabon". Tijdens een vergadering van staatshoofden op 18 en 19 oktober 2007 werden nog enkele concessies gedaan om ondertekening door alle regeringsleiders te garanderen:
- Italië verwierf een extra Europarlementariër.[6]
- Het Ioannina Compromis, dat een minderheid aan lidstaten, die doorgaans geen beslissingen zouden kunnen blokkeren, de mogelijkheid biedt om deze Europese wetgeving in ieder geval te kunnen vertragen, werd onder Poolse druk in een protocol toegevoegd aan het verdrag. Daarnaast wordt er een extra Poolse advocaat-generaal aangesteld bij het Europees Hof van Justitie.[7]
- Een inbreukprocedure van de Europese Commissie tegen Oostenrijkse quota voor buitenlandse studenten voor geneeskundige opleidingen wordt gedurende vijf jaar geschorst.[8]
- De spelling van het woord “euro” in het Cyrillisch werd op Bulgaars verzoek veranderd.[9]

### Ratificatieproces

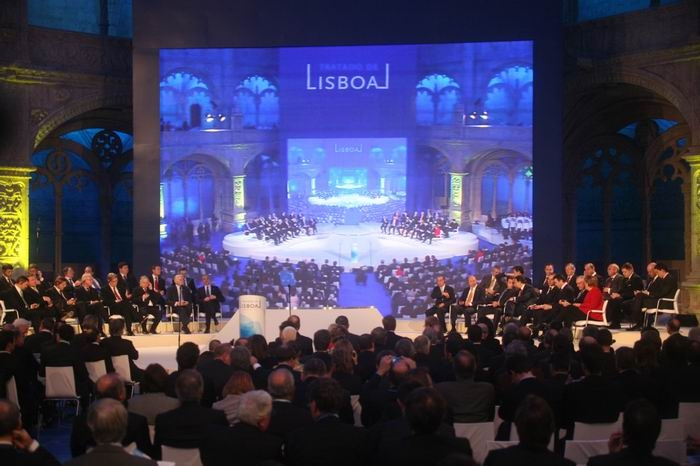
De ondertekeningsceremonie in het Mosteiro dos Jerónimos

De ondertekeningsceremonie vond plaats op 13 december 2007 in het Mosteiro dos Jerónimos in de Portugese hoofdstad Lissabon. De Britse premier Gordon Brown was als enige regeringsleider niet aanwezig bij de ceremonie. Vanwege binnenlandse prioriteiten ondertekende hij het verdrag afzonderlijk, enkele uren nadat de overige gedelegeerden vertrokken waren.
Omdat het Verdrag van Lissabon veelal een verdragswijziging betreft, en niet zoals het Verdrag tot vaststelling van een Grondwet voor Europa een vervanging is voor de bestaande verdragen, waren de Britse, Deense, Portugese en Nederlandse regeringen van mening dat zij geen volksraadplegingen hoefden te organiseren over de inhoud van het Verdrag. Ierland, waar een referendum voor elk verdrag dat soevereiniteit overdraagt verplicht is, was het enige land dat een referendum organiseerde betreffende het Hervormingsverdrag. Daar werd op 12 juni 2008 een volksraadpleging gehouden, die leidde tot afwijzing van het Verdrag.
In Nederland werd het verdrag in de zomer van 2007 behandeld en goedgekeurd door de Nederlandse Eerste en Tweede Kamer. Ondanks berichten in binnenlandse en buitenlandse pers is in België is het ratificatieproces nog niet volledig doorlopen. De parlementen van de federale instellingen en de gewestelijke wetgevingsorganen stemden voor (het Brussels Franstalig Parlement als laatste op 11 juli 2008); desondanks is er nog geen federale afkondiging in het Staatsblad verschenen. De Belgische regering heeft haar ratificatie al wel gedeponeerd, waarmee het proces vanuit verdragsrechtelijk oogpunt hoe dan ook voltooid is.
Wanneer het ratificatieproces in 2008 volgens plan was verlopen, zou het verdrag op 1 januari 2009 in werking getreden zijn. Naar aanleiding van het eerste Ierse referendum in juni 2008 kwam deze planning op losse schroeven te staan. Nu de lidstaten het document niet voor de geplande datum geratificeerd hebben, wordt het verdrag van kracht op de eerste dag van de maand na de laatste ratificatie. De Hongaarse Nationale Vergadering stemde als eerste in met het Hervormingsverdrag, op 17 december 2007. Alle lidstaten hebben het verdrag geratificeerd.
De ratificatie van het verdrag door alle lidstaten stond aanvankelijk gepland voor de Europese Parlementsverkiezingen van 2009. In Ierland werd het verdrag door de bevolking in een referendum in juni 2008 afgewezen; in een tweede referendum, op 2 oktober 2009, werd een herziene versie van het verdrag door de Ieren alsnog met ruim tweederdemeerderheid goedgekeurd. Op 10 oktober 2009 zette de Poolse president Lech Kaczyński zijn handtekening onder het Verdrag van Lissabon. Op 3 november 2009 zette de Tsjechische president als laatste zijn handtekening nadat het Constitutionele Hof van Tsjechië bekendmaakte dat het geen bezwaren had tegen het verdrag.

#### Overzicht van het ratificatieproces
| Lidstaat                                | Stemdatum        | Instelling                               | Voorgestemd | Tegengestemd | Onthouding  | Depositie           | Verw.         |
| --------------------------------------- | ---------------- | ---------------------------------------- | ----------- | ------------ | ----------- | ------------------- | ------------- |
| België                                  | 6 maart 2008     | Senaat                                   | 48          | 8            | 1           | 15 oktober 2008     | [ 14 ] [ 15 ] |
| België                                  | 10 april 2008    | Kamer van volksvertegenwoordigers        | 116         | 18           | 7           | 15 oktober 2008     | [ 16 ]        |
| België                                  | 27 juni 2008     | Brussels Hoofdstedelijk Parlement        | 65          | 10           | 1           | 15 oktober 2008     | [ 15 ]        |
| België                                  | 27 juni 2008     | Verenigde Vergadering                    | 66          | 10           | 0           | 15 oktober 2008     | [ 15 ]        |
| België                                  | 10 juli 2008     | Vlaams Parlement                         | 0           | 0            | 0           | 15 oktober 2008     | [ 15 ]        |
| België                                  | 14 mei 2008      | Waals Parlement                          | 56          | 2            | 4           | 15 oktober 2008     | [ 15 ]        |
| België                                  | 14 mei 2008      | Waals Parlement                          | 53          | 3            | 2           | 15 oktober 2008     | [ 15 ]        |
| België                                  | 20 mei 2008      | Parlement van de Franse Gemeenschap      | 67          | 0            | 3           | 15 oktober 2008     | [ 15 ]        |
| België                                  | 11 juli 2008     | Brussels Franstalig Parlement            | 0           | 0            | 0           | 15 oktober 2008     | [ 15 ]        |
| België                                  | 19 mei 2008      | Parlement van de Duitstalige Gemeenschap | 22          | 2            | 1           | 15 oktober 2008     | [ 15 ]        |
| Bulgarije                               | 21 maart 2008    | Nationale Vergadering                    | 195         | 15           | 30          | 28 april 2008       | [ 17 ]        |
| Cyprus                                  | 3 juli 2008      | Huis van Afgevaardigden                  | 31          | 25           | 0           | 26 augustus 2008    | [ 18 ]        |
| Denemarken                              | 24 april 2008    | Folketing                                | 90          | 25           | 0           | 29 mei 2008         | [ 19 ]        |
| Duitsland                               | 24 april 2008    | Bondsdag                                 | 515         | 58           | 1           | 25 september 2009   | [ 20 ]        |
| Duitsland                               | 23 mei 2008      | Bondsraad                                | 65          | 0            | 4           | 25 september 2009   | [ 21 ]        |
| Estland                                 | 11 juni 2008     | Landdag                                  | 91          | 1            | 9           | 23 september 2008   | [ 22 ]        |
| Finland inclusief Åland                 | 11 juni 2008     | Rijksdag                                 | 151         | 27           | 21          | 30 september 2008   | [ 23 ]        |
| Finland inclusief Åland                 | onbekend         | Parlement van Åland                      |             |              |             | 30 september 2008   | [ 24 ]        |
| Frankrijk                               | 7 februari 2008  | Nationale Vergadering                    | 336         | 52           | 22          | 14 februari 2008    | [ 26 ]        |
| Frankrijk                               | 7 februari 2008  | Senaat                                   | 265         | 42           | 13          | 14 februari 2008    | [ 27 ]        |
| Griekenland                             | 11 juni 2008     | Hellenisch Parlement                     | 250         | 42           | 0           | 12 augustus 2008    | [ 28 ]        |
| Hongarije                               | 17 december 2007 | Nationale Vergadering                    | 325         | 5            | 14          | 6 februari 2008     | [ 29 ]        |
| Ierland                                 | 12 juni 2008     | Referendum                               | 46,6%       | 53,4%        | 0,0%        | 23 oktober 2009     | [ 30 ]        |
| Ierland                                 | 2 oktober 2009   | Referendum                               | 67,1%       | 32,9%        | 0,0%        | 23 oktober 2009     | [ 31 ]        |
| Ierland                                 | 29 april 2008    | Lagerhuis                                | Goedgekeurd | Goedgekeurd  | Goedgekeurd | 23 oktober 2009     |               |
| Ierland                                 | 5 mei 2008       | Senaat                                   | Goedgekeurd | Goedgekeurd  | Goedgekeurd | 23 oktober 2009     |               |
| Italië                                  | 31 juli          | Kamer van Afgevaardigden                 | 630         | 0            | 0           | 8 augustus 2008     | [ 32 ]        |
| Italië                                  | 23 juli 2008     | Senaat                                   | 286         | 0            | 0           | 8 augustus 2008     | [ 33 ]        |
| Letland                                 | 8 mei 2008       | Landdag                                  | 70          | 3            | 1           | 16 juni 2008        | [ 34 ]        |
| Litouwen                                | 8 mei 2008       | Landdag                                  | 83          | 5            | 23          | 26 augustus 2008    | [ 35 ]        |
| Luxemburg                               | 29 mei 2008      | Kamer van Afgevaardigden                 | 47          | 1            | 3           | 21 juli 2008        | [ 36 ]        |
| Malta                                   | 29 januari 2008  | Huis van Afgevaardigden                  | 65          | 0            | 0           | 6 februari 2008     | [ 37 ]        |
| Nederland                               | 5 juni 2008      | Tweede Kamer                             | 111         | 39           | 0           | 11 september 2008   |               |
| Nederland                               | 8 juli 2008      | Eerste Kamer                             | 60          | 15           | 0           | 11 september 2008   | [ 38 ]        |
| Oostenrijk                              | 9 april 2008     | Nationale Raad                           | 151         | 27           | 0           | 13 mei 2008         | [ 39 ]        |
| Oostenrijk                              | 24 april 2008    | Bondsraad                                | 58          | 4            | 0           | 13 mei 2008         | [ 40 ]        |
| Polen                                   | 1 april 2008     | Lagerhuis                                | 384         | 56           | 12          | 12 oktober 2009     | [ 41 ]        |
| Polen                                   | 2 april 2008     | Senaat                                   | 74          | 17           | 6           | 12 oktober 2009     |               |
| Portugal                                | 23 april 2008    | Vergadering van de Republiek             | 208         | 22           | 0           | 17 juni 2008        | [ 42 ]        |
| Roemenië                                | 4 februari 2008  | Parlement                                | 387         | 1            | 1           | 11 maart 2008       | [ 43 ] [ 44 ] |
| Slovenië                                | 29 januari 2008  | Nationale Vergadering                    | 74          | 6            | 0           | 24 april 2008       | [ 45 ]        |
| Slowakije                               | 10 april 2008    | Nationale Raad                           | 103         | 5            | 1           | 24 juni 2008        | [ 46 ]        |
| Spanje                                  | 15 juli          | Congres van Afgevaardigden               | 322         | 6            | 2           | 8 oktober 2008      |               |
| Spanje                                  | 15 juli 2008     | Senaat                                   | 232         | 6            | 2           | 8 oktober 2008      |               |
| Tsjechië                                | 18 februari 2009 | Kamer van Afgevaardigden                 | 125         | 61           | 14          |                     | [ 47 ]        |
| Tsjechië                                | 6 mei 2009       | Senaat                                   | 54          | 20           | 7           | [ 48 ]              |               |
| Verenigd Koninkrijk inclusief Gibraltar | 11 maart 2008    | House of Commons                         | 346         | 206          | 81          | 16 juli 2008        | [ 49 ] [ 50 ] |
| Verenigd Koninkrijk inclusief Gibraltar | 18 juni 2008     | House of Lords                           | Content     | Content      | Content     | 16 juli 2008        | [ 51 ]        |
| Verenigd Koninkrijk inclusief Gibraltar | onbekend         | Parlement van Gibraltar                  |             |              |             | 16 juli 2008        | [ 52 ]        |
| Zweden                                  | 20 november 2008 | Rijksdag                                 | 243         | 39           | 13          | 10 december 2008    | [ 53 ]        |
| Europese Unie                           | 20 februari 2008 | Europees Parlement                       | 525         | 115          | 29          | niet van toepassing | [ 54 ] [ 55 ] |

## Structuur
Het Verdrag van Lissabon omvat een aantal amendementen op de verdragen van Rome (EG-Verdrag) en Maastricht (EU-Verdrag) uit respectievelijk 1957 en 1992. Het EG-Verdrag zal vanaf de inwerkingtreding van het Hervormingsverdrag bekendstaan als het Verdrag betreffende de werking van de Europese Unie, kortweg Werkingsverdrag.
Het Verdrag van Lissabon bestaat uitsluitend uit kruisverwijzingen, en is niet bedoeld om als opzichzelfstaande tekst geraadpleegd te worden. Dit in tegenstelling tot de Europese Grondwet, die in zijn geheel de voorgaande verdragen van de Europese Unie zou hebben vervangen.
Het Hervormingsverdrag bevat 271 pagina’s. Ruwweg de helft hiervan bevatten de daadwerkelijke amendementen, de overige helft bestaat uit de slotbepalingen, protocollen en de slotakte.

## Inhoud

### Instellingen van de Unie
In afwachting van de inwerkingtreding van het Verdrag van Lissabon telt de Europese Unie vijf officiële instellingen: de Europese Commissie, de Raad van de Europese Unie, het Europees Parlement, het Hof van Justitie en de Rekenkamer. Het Verdrag voegt de Europese Raad, waarin regeringsleiders zetelen, en de Europese Centrale Bank aan deze lijst toe.

#### Europese Commissie
Volgens het oorspronkelijke verdrag zou het aantal Eurocommissarissen van 27 teruggebracht worden naar 18, om de Commissie efficiënter te kunnen laten werken. Niet langer zou dus iedere lidstaat een eigen Commissaris voordragen. De onderhandelingen met Ierland na het eerste Ierse referendum hebben er echter toe geleid dat elke lidstaat zijn commissaris mag behouden en daardoor blijft het aantal commissarissen ook na de invoering van het Verdrag van Lissabon 27. De nieuwe hoge vertegenwoordiger van de Unie voor Buitenlandse Zaken en Veiligheidsbeleid wordt automatisch vicevoorzitter van de Commissie.

##### Hoge vertegenwoordiger
Het ambt van hoge vertegenwoordiger voor Buitenlandse Zaken en Veiligheidsbeleid wordt samengevoegd met de post van Eurocommissaris voor Buitenlandse Betrekkingen. De nieuwe hoge vertegenwoordiger zal de Raad van de Europese Unie voorzitten wanneer de nationale ministers van Buitenlandse Zaken erin zetelen, en is tegelijkertijd vicevoorzitter van de Europese Commissie, hoofd van het Europees Defensieagentschap en secretaris-generaal van de Raad van de Europese Unie. De hoge vertegenwoordiger wordt in zijn/haar werk bijgestaan door de Europese dienst voor extern optreden.
Nadat enkele lidstaten zich hadden uitgesproken tegen een dergelijke Europese topfunctie, die hun nationaal buitenlands beleid zou kunnen verzwakken, werd aan het mandaat van de intergouvernementele conferentie een verklaring toegevoegd die aangaf dat de hoge vertegenwoordiger op geen enkele manier de soevereiniteit van de lidstaten mag ondermijnen.

#### Raad van de Europese Unie
De procedurele vergaderingen van dit orgaan, inclusief het stemmen der lidstaten, wordt openbaar gemaakt en per televisie uitgezonden. Daarnaast wordt het huidige rotatiesysteem van het voorzitterschap, waarbij iedere lidstaat 6 maanden aan het hoofd van de Raad staat, vervangen door een systeem waarbij 3 lidstaten het voorzitterschap gedurende anderhalf jaar op zich nemen om de continuïteit te waarborgen.
Het stemmen per gekwalificeerde meerderheid wordt de standaardprocedure. Beslissingen op de gebieden van externe betrekkingen, belastingen en defensie moeten nog steeds unaniem genomen worden. Een gekwalificeerde meerderheid wordt bereikt wanneer een meerderheid der lidstaten (55%), die samen ten minste 65% van alle inwoners van de Unie omvatten, instemmen met een voorstel. Beslissingen die worden genomen op voorstel van de Raad van de Europese Unie in plaats van de Europese Commissie vereisen dat 72% van alle lidstaten ermee instemt. Om wetgeving te blokkeren moeten minstens 4 landen tegenstemmen. Deze nieuwe procedures worden op verzoek van Polen pas in november 2014 van kracht.

#### Europees Parlement
De wetgevende macht van het Europees Parlement wordt onder het Hervormingsverdrag versterkt, door uitbreiding van de medebeslissingsprocedure. Deze procedure, waarbij het Parlement ontwerpwetgeving kan verwerpen, wordt de standaardprocedure binnen de Unie. Daarnaast moet het Parlement krachtens Lissabon zijn goedkeuring verlenen voor het gehele budget, in plaats van voor bepaalde domeinen zoals voorheen.
Het aantal Europarlementariërs wordt uitgebreid van 736 naar 750, plus de voorzitter. Het aantal Nederlandse parlementariërs wordt met één vermeerderd, van 25 naar 26 zetels.

#### Hof van Justitie
De naam van het Hof wordt veranderd van "Hof van Justitie van de Europese Gemeenschappen" naar Hof van Justitie van de Europese Unie. Een nieuwe noodprocedure wordt in het leven geroepen, die het Hof in staat stelt zaken waarbij een betrokkene in hechtenis zit sneller te behandelen.
Het Gemeenschappelijk Buitenlands en Veiligheidsbeleid blijft buiten de jurisdictie van het Hof, hoewel het wel zal mogen oordelen over aan derde landen opgelegde sancties. Daarnaast wordt de jurisdictie van het Hof uitgebreid naar zaken binnen de binnenlandse en justitiële samenwerking, wanneer het geen straf- of politiezaken betreft.
Het "Gerecht van Eerste Aanleg" wordt omgedoopt tot het Gerecht.

#### Europese Centrale Bank
De Europese Centrale Bank wordt een officiële instelling van de Europese Unie. Daarnaast wordt de euro de officiële munteenheid van de Unie, hoewel dit noch de monetaire convergentie van de sinds 2004 toegetreden lidstaten, noch de uitzonderingsposities van Denemarken en Groot-Brittannië beïnvloedt.

#### Europese Raad
De Europese Raad, waarin regeringsleiders en staatshoofden zetelen, wordt een van de zeven officiële instellingen van de Unie, waardoor de bijeenkomsten juridisch gescheiden worden van de Raad van de Europese Unie, waarin nationale ministers zetelen.
De nieuwe voorzitter van de Europese Raad zal verkozen worden door de leden van de Europese Raad voor een termijn van 30 maanden, ter vervanging van het huidige rotatiesysteem waarbij iedere 6 maanden een lidstaat het voorzitterschap op zich neemt. De verkiezing van de voorzitter vereist een gekwalificeerde meerderheid van leden van de Europese Raad, maar in tegenstelling tot bij de benoeming van de voorzitter van de Europese Commissie is instemming van het Europees Parlement niet vereist.
Het ambt is grotendeels administratief en coördinerend van aard. De voorzitter licht het Europees Parlement in na afloop van vergaderingen van de Europese Raad, en fungeert als contactpunt voor landen buiten de Unie.

### Pijlerstructuur
Het Verdrag van Lissabon schaft de pijlerstructuur van de Europese Unie af, door de drie oude pijlers samen te voegen tot één rechtspersoon genaamd de "Europese Unie". Enkel de Europese atoomgemeenschap, Euratom, blijft buiten deze nieuwe structuur.
|                          |                                        |                                                          |                                                          |                                                          |                                                          |                           |                           |                    |      |          |      |
| 1948                     | 1952                                   | 1958                                                     | 1967                                                     | 1987                                                     | 1993                                                     | 1993                      | 1999                      | 2002               | 2003 | 2009     | 2011 |
| Brussel                  | EGKS                                   | EEG / Euratom                                            | Fusieverdrag                                             | Europese Akte                                            | EU-Verdrag                                               | EU-Verdrag                | Amsterdam                 |                    | Nice | Lissabon |      |
|                          |                                        |                                                          | Europese Gemeenschap voor Kolen en Staal (EGKS)          |                                                          |                                                          |                           |                           |                    |      |          |      |
|                          |                                        | Europese Gemeenschap voor Atoomenergie (EURATOM)         |                                                          |                                                          |                                                          |                           |                           |                    |      |          |      |
|                          | Europese Economische Gemeenschap (EEG) | Europese Economische Gemeenschap (EEG)                   | → P Ĳ L E R S →                                          |                                                          | Europese Gemeenschap (EG)                                | Europese Gemeenschap (EG) | Europese Gemeenschap (EG) | Europese Unie (EU) |      |          |      |
|                          | ↑Europese Gemeenschappen↑              | ↑Europese Gemeenschappen↑                                | ↑Europese Gemeenschappen↑                                | Justitie & Binnenlandse Zaken (JBZ)                      | Europese Gemeenschap (EG)                                | Europese Gemeenschap (EG) | Europese Gemeenschap (EG) | Europese Unie (EU) |      |          |      |
|                          |                                        | Politiële & justitiële samenwerking in strafzaken (PJSS) | → P Ĳ L E R S →                                          |                                                          |                                                          |                           |                           | Europese Unie (EU) |      |          |      |
|                          | Europese politieke samenwerking (EPS)  | Gemeenschappelijk buitenlands & veiligheidsbeleid (GBVB) | Gemeenschappelijk buitenlands & veiligheidsbeleid (GBVB) | Gemeenschappelijk buitenlands & veiligheidsbeleid (GBVB) | Gemeenschappelijk buitenlands & veiligheidsbeleid (GBVB) |                           |                           | Europese Unie (EU) |      |          |      |
|                          | Europese politieke samenwerking (EPS)  |                                                          |                                                          |                                                          |                                                          |                           |                           | Europese Unie (EU) |      |          |      |
| West-Europese Unie (WEU) |                                        |                                                          |                                                          |                                                          |                                                          |                           |                           | Europese Unie (EU) |      |          |      |
|                          |                                        |                                                          |                                                          |                                                          |                                                          |                           |                           |                    |      |          |      |

### Nationale Parlementen
De rol van nationale parlementen wordt middels het Verdrag van Lissabon vergroot. De landelijke volksvertegenwoordigingen zullen een vetorecht krijgen op het gebied van justitiële samenwerking. De periode waarin parlementen Europese wetsvoorstellen kunnen bestuderen alvorens bij de Europese Commissie een klacht in te dienen wegens schending van het subsidiariteitsbeginsel wordt verlengd van 6 naar 8 weken. Wanneer een substantiële minderheid van nationale parlementen aangeeft het voorstel van de Commissie niet te willen aanvaarden, moet de Commissie haar voorstel ofwel intrekken, of een met redenen omkleed advies uitbrengen waarin zij haar voorstel verdedigt.

### Uitbreiding en uittreding

Europese Unie
Kandidaat-lidstaat
Erkend door de EU als mogelijke kandidaat-lidstaat die hiertoe een verzoek heeft ingediend
Erkend door de EU als mogelijke kandidaat-lidstaat die hiertoe nog geen verzoek heeft ingediend
Debat over toetreding

Ondanks aandringen van de voormalig Nederlandse minister-president Jan Peter Balkenende zijn de Kopenhagen Criteria voor kandidaat-lidstaten niet opgenomen in het Verdrag van Lissabon, omdat dit het theoretisch gezien mogelijk zou maken dat het Hof van Justitie lidmaatschapsverzoeken kon honoreren of afwijzen aan de wettelijk vastgelegde criteria. Wel kan op Nederlands verzoek de officiële status van de overzeese gebieden van Frankrijk, Nederland en Denemarken gemakkelijker veranderd worden (van ultraperifere regio naar overzees gebied of vice versa). In afwachting van de inwerkingtreding van het Verdrag is dat alleen mogelijk door een omslachtige verdragswijzigingsprocedure.
Het Verdrag van Lissabon introduceert ook voor het eerst in de geschiedenis van de Unie een uittredingsclausule in het Verdrag betreffende de Europese Unie, voor het geval een lidstaat zijn lidmaatschap van de Unie wil opzeggen. In 1985 scheidde het Deense Groenland zich af, in 2016 gaf het Verenigd Koninkrijk te kennen dat het wil uittreden. De procedure bij die laatste kreeg de naam brexit.

### Beleidsgebieden
De bevoegdheden van de Europese Unie ten opzichte van de lidstaten zijn in het Verdrag van Lissabon expliciet vastgelegd.
| Exclusieve bevoegdheid voor de Unie Enkel de Unie mag op deze gebieden wetgeving aannemen en internationale akkoorden sluiten. - de douane-unie - mededingingsrecht - monetair beleid binnen de eurozone - het gemeenschappelijk visserijbeleid - de gemeenschappelijke handelspolitiek | Gedeelde bevoegdheid met de lidstaten Lidstaten mogen geen wetten aannemen die afbreuk doen aan reeds aangenomen Europese wetgeving - de interne markt - sociaal beleid - economische, sociale en territoriale samenhang - landbouw en visserij, behalve de instandhouding van de vispopulatie - milieu - consumentenbescherming - vervoer - trans-Europese netwerken - energie - de ruimte van vrijheid, veiligheid en recht - gemeenschappelijke veiligheidsvraagstukken op het gebied van volksgezondheid | Aanvullende bevoegdheid voor de Unie Handelingen van de Unie mogen enkel het beleid van lidstaten ondersteunen, coördineren of aanvullen - volksgezondheid - industrie - cultuur - toerisme - onderwijs, beroepsopleiding, jongeren en sport - civiele bescherming - administratieve samenwerking |

## Handvest van grondrechten
Hoewel het Handvest van grondrechten van de Europese Unie niet langer integraal is opgenomen in het Verdrag, verkrijgt het dankzij een directe verwijzing toch rechtskracht via het nieuwe artikel 6 van het Verdrag betreffende de Europese Unie. Het 54 pagina’s tellende handvest bevat een opsomming van alle politieke, economische en sociale grondrechten die aan de burgers van de Europese Unie gegarandeerd moeten worden. Het document is grotendeels gebaseerd op de Universele Verklaring van de Rechten van de Mens van de Verenigde Naties en de Europees Verdrag voor de Rechten van de Mens van de Raad van Europa. Een protocol gehecht aan het Verdrag van Lissabon stelt dat de in het handvest genoemde rechten in het Verenigd Koninkrijk en Polen niet voor de rechter kunnen worden afgedwongen, voor zover deze rechten niet in het reeds geldend nationaal recht verankerd zijn.

## Wijziging van 16 december 2010
Op 16 december 2010 tijdens de Europese top te Brussel bij de beëindiging van het Belgisch voorzitterschap, hebben de lidstaten van de Europese Unie een akkoord bereikt over de wijziging aan het Verdrag van Lissabon om een permanent stabiliseringsmechanisme voor de eurozone op te richten. Aan artikel 136 van het verdrag werden de twee volgende zinnen toegevoegd: De lidstaten waarvan de munteenheid de euro is, kunnen een stabiliteitsmechanisme (Europees Stabiliteitsmechanisme) oprichten dat geactiveerd wordt wanneer dat onontbeerlijk is om de stabiliteit van de gehele eurozone te vrijwaren. Het toekennen van alle vereiste financiële hulp onder het nieuwe mechanisme zal aan strikte voorwaarden onderworpen worden.

Bondskanselier Angela Merkel slaagde erin om in het verdrag te laten opnemen dat een land slechts steun kan krijgen als het absoluut noodzakelijk of onontbeerlijk is. Het gericht aangegane engagement werd verduidelijkt met de woorden alle vereiste financiële hulp.